# Neon Genesis Evangelion - Anima
Neon Genesis Evangelion - Anima (エヴァンゲリオン ANIMA?, Evangerion ANIMA), precedentemente intitolata Neon Genesis EVANGELION (3 Years After) -ANIMA-, è una serie di light novel giapponese scritta da Takuma Kageyama e successivamente da Ikuto Yamashita e illustrata da Yamashita. È basata sulla serie televisiva anime Neon Genesis Evangelion, creata dallo studio Gainax. L'opera è stata serializzata sulla rivista Dengeki Hobby Magazine dal gennaio 2008 al gennaio 2013 e successivamente è stata rieditata in cinque volumi monografici tankōbon, usciti per conto di Kadokawa Shoten dal 2017 al 2019.
Ambientata in una linea temporale alternativa, tre anni dopo gli eventi della serie anime originale, la serie si concentra sugli eventi in cui Shinji Ikari riesce a scongiurare il Progetto per il Perfezionamento dell'Uomo.

## Trama
Evangelion - Anima è ambientato in un futuro alternativo, tre anni dopo che Shinji è riuscito a scongiurare i piani della Seele (che vengono al contrario mostrati in The End of Evangelion), contro la quale si scaglia l'agenzia Nerv, riformata. Ci sono diverse nuove varianti e potenziamenti delle unità Evangelion che combattono per entrambe le parti, inclusa una misteriosa e mostruosamente potente unità autonoma chiamata Armaros.
La storia parte esattamente durante il rituale del Progetto di Perfezionamento dell'uomo visto in The End of Evangelion mostrando alcune differenze: La serie degli Eva della Seele, catturano Asuka e lo 02 per svolgere il rituale. Shinji giunto in tempo, con l'Eva 01 attacca e sbaraglia le forze d'assalto, prossime ormai a raggiungere la Nerv, salvando così Misato e tutti i presenti. L'albero della vità comparso in cielo, viene distrutto, Shinji salva così il mondo dalla sua distruzione. Ryōji Kaji è riuscito a sopravvivere al tentato assassinio, infiltrandosi negli archivi segreti della Seele, ha scoperto infine la verità sul Progetto di Perfezzionamento dell'Uomo, divulgando infine la verità al mondo. Scoperta la verità, i governi recidono i fili della Seele che li manipolava e aiutano la Nerv a interrompere il rituale. Giorni dopo viene deciso, di abbandonare il posto, decretando di trasferire la nuova Nerv in superficie, poiché era impossibile ricostruire la vecchia base. Shinji con lo 01 raccoglie il campo di cocomeri di Kaji, l'unica cosa sopravvissuta durante l'assalto. Promettendosi di curarli lui. Dopo questi fatti passano tre anni:
Shinji è più alto e ha i capelli lunghi raccolti in una coda di cavallo. È maturato molto ed è divenuto il leader de facto dell'Eva Team. Asuka è molto più allegra e felice, avendo superato il trauma della sua infanzia, e si è avvicinata a Shinji, ma non a Rei. Rei viene chiamata "No. Trois", in riferimento al fatto che è la terza Rei ad apparire nella serie, e assomiglia molto di più alla sua donatrice genetica Yui Ikari. Ci sono anche altri tre cloni presenti nella storia, "No. Quatre", "No. Cinq" e "No. Six". Tōji Suzuhara ha arti cibernetici e ha stretto amicizia con Hikari Horaki, che non è più rappresentante di classe. Mari Illustrious Makinami è presente come una bambina di sei anni. Il padre di Shinji Gendō Ikari è stato assorbito da una misteriosa barriera nera rilasciata da Lilith nel momento dell'interruzione del piano della Seele. Al suo posto, Misato Katsuragi ha assunto il ruolo di comandante ad interim della Nerv.

## Pubblicazione
La serie Evangelion - Anima è stata originariamente serializzata sulla rivista Dengeki Hobby Magazine dal 2008 al 2013. Nel 2017, per commemorare il decimo anniversario della serie, è stata ripubblicata in cinque volumi da Kadokawa Shoten. I primi due sono usciti il 30 novembre 2017, il terzo il 17 marzo 2018, e gli ultimi due sono stati pubblicati allo stesso modo nello stesso giorno, il 30 marzo 2019.
L'edizione italiana è stata curata da Panini Comics che l'ha pubblicata dal 31 ottobre 2019. al 26 gennaio 2023.

### Volumi
| Nº | Data di prima pubblicazione | Data di prima pubblicazione | Data di prima pubblicazione | Data di prima pubblicazione |
| Nº | Giapponese                  | Giapponese                  | Italiano                    | Italiano                    |
| -- | --------------------------- | --------------------------- | --------------------------- | --------------------------- |
| 1  | 30 novembre 2017            | ISBN 978-4-04-893372-8      | 31 ottobre 2019             | ISBN 978-88-912-9060-1      |
| 2  | 30 novembre 2017            | ISBN 978-4-04-893456-5      | 6 agosto 2020               | ISBN 978-88-912-9229-2      |
| 3  | 17 marzo 2018               | ISBN 978-4-04-893742-9      | 24 dicembre 2020            | ISBN 978-88-912-9718-1      |
| 4  | 30 marzo 2019               | ISBN 978-4-04-912120-9      | 23 dicembre 2021            | ISBN 978-88-287-6039-9      |
| 5  | 30 marzo 2019               | ISBN 978-4-04-912406-4      | 26 gennaio 2023             | ISBN 978-88-287-2105-5      |

## Accoglienza
Right Stuf ha definito Evangelion - Anima una "corsa selvaggia" e ha apprezzato di vedere i piloti comportarsi come normali adolescenti, ma ha notato che "mancava il cuore e il realismo della serie televisiva originale". Honey's Anime ha espresso una opinione simile: "È stato fantastico vedere i personaggi che abbiamo imparato ad amare interagire tra loro come il resto di noi."